# Чальбі (Марказі)
Чальбі (перс. چلبي) — село в Ірані, у дегестані Есфандан, в Центральному бахші, шахрестані Коміджан остану Марказі. За даними перепису 2006 року, його населення становило 1082 особи, що проживали у складі 265 сімей.

## Клімат
Середня річна температура становить 12,14°C, середня максимальна – 31,59°C, а середня мінімальна – -11,26°C. Середня річна кількість опадів – 274 мм.
| Клімат поселення                              | Клімат поселення | Клімат поселення | Клімат поселення | Клімат поселення | Клімат поселення | Клімат поселення | Клімат поселення | Клімат поселення | Клімат поселення | Клімат поселення | Клімат поселення | Клімат поселення | Клімат поселення |
| Показник                                      | Січ.             | Лют.             | Бер.             | Квіт.            | Трав.            | Черв.            | Лип.             | Серп.            | Вер.             | Жовт.            | Лист.            | Груд.            |                  |
| Середній максимум, °C                         | 7,72             | 10,18            | 14,82            | 20,26            | 24,54            | 31,35            | 31,59            | 30,52            | 26,00            | 20,86            | 13,95            | 8,01             |                  |
| Середня температура, °C                       | −1,78            | 0,69             | 5,32             | 10,76            | 15,04            | 21,86            | 25,38            | 24,32            | 19,80            | 14,67            | 7,75             | 1,82             |                  |
| Середній мінімум, °C                          | −11,26           | −8,8             | −4,17            | 1,27             | 5,55             | 12,37            | 19,20            | 18,12            | 13,60            | 8,47             | 1,55             | −4,39            |                  |
| Норма опадів, мм                              | 41               | 35               | 48               | 37               | 33               | 7                | 1                | 1                | 0                | 9                | 24               | 38               |                  |
| Середньомісячна швидкість вітру, м/с          | 2.00             | 2.01             | 3.15             | 3.08             | 2.65             | 2.56             | 2.59             | 2.49             | 2.34             | 2.22             | 1.97             | 1.41             |                  |
| Середньомісячна сонячна радіація, кДж/м²·день | 8840             | 12102            | 14542            | 18080            | 22260            | 26847            | 25875            | 23932            | 20745            | 15239            | 10803            | 8786             |                  |
| --------------------------------------------- | ---------------- | ---------------- | ---------------- | ---------------- | ---------------- | ---------------- | ---------------- | ---------------- | ---------------- | ---------------- | ---------------- | ---------------- | ---------------- |
| Джерело:                                      |                  |                  |                  |                  |                  |                  |                  |                  |                  |                  |                  |                  |                  |